# Anthoinite
L'anthoinite è un minerale.